# Сорокина, Валерия Михайловна
Валерия Михайловна Сорокина (род. 29 марта 1984 года, Решетиха, Горьковская область, СССР) — российская бадминтонистка, бронзовый призёр Олимпийских игр 2012 года по бадминтону в парном разряде. Выступает в парном разряде с Ниной Висловой, а в миксте с Александром Николаенко с 2009 года. Представляет Нижегородскую область.

## Спортивная карьера
Начала заниматься бадминтоном в 9 лет, до этого занималась лыжами, ходила в театральный кружок. Тренеры — Елена Гачинская и Геннадий Вислов.
На своём первом чемпионате России в Саратове по 1983 г. р. играла в паре с Екатериной Стахневой Катей, проиграли в финале. На следующий год уже по своему возрасту стала абсолютной чемпионкой.
Валерия Сорокина о первых годах в сборной команде России::

— Так попала в юношескую сборную. Играла Polonia Cup в Польше (команда, выиграли), Уимблдон по 84 году (2-е место в одиночке и в паре с Висловой Ниной). Потом Чемпионат Мира по 82 (Китай), ЧМ по 84 в ЮАР, затем и наша Европа в Дании, где мы с Ниной выиграли!
В старшую сборную попала лет 6-7 назад. Сначала нас брали только на сборы, а первые официальные соревнования играла в 2003 году в Голландии Sudirman Cup.

Первый взрослый международный успех — бронзовая медаль на Чемпионате Европы по бадминтону 2008 в парном разряде среди женщин с Ниной Висловой, перед этим они выступали на Кубке Европы 2007 года и выиграли у Яо Цзе и Лотте Брёйл-Йонатанс. Самый большой успех — бронза в парном разряде среди женщин на Летних Олимпийских играх 2012 года. Благодаря дисквалификации четырёх сильнейших пар Вислова и Сорокина принесли России первую медаль по бадминтону, за всю историю проведения бадминтонного турнира на Олимпийских играх.

## Награды
- Медаль ордена «За заслуги перед Отечеством» II степени (13 августа 2012 года) — за большой вклад в развитие физической культуры и спорта, высокие спортивные достижения на Играх XXX Олимпиады 2012 года в городе Лондоне (Великобритания)[6].

## Личная жизнь
Предпочитает русскую и китайскую кухни.